# Tarnaszentmária
Het dorp Tarnaszentmária ligt in Noord-Hongarije in het comitaat Heves. Het dorp ligt op 5 km ten zuiden van Sirok.
Dit dorp is bekend om zijn vele bloemen. Het heeft een romaanse kerk, waarvan de romaanse apsis gerestaureerd is. Op de kerk is een nieuw puntdak gezet.